# Allium ellisii
Allium ellisii — вид рослин з родини амарилісових (Amaryllidaceae); ендемік Ірану.

## Опис
Листки голі; квітконіжки завдовжки до 6 см; тичинкові нитки 2/3 довжини листочків оцвітини.

## Поширення
Ендемік північно-східного Ірану.